# 瓊沙型兵員輸送艦
瓊沙型兵員輸送船（きょうさがたへいいんゆそうせん、キョンシャ、Qiongsha Class）は、中国人民解放軍海軍の兵員輸送船である。

## 概要
一番船は、1980年に攻撃輸送艦として任務についた。全部で6隻が建造され兵員輸送船として就役したが、のちにその内の2隻が病院船として改装され再就役した。病院船は白に塗装されている。いずれも南海艦隊に配属している。4隻の兵員輸送船の内、資料は依然として4隻が就役中とされ、資料
は1隻が退役し残りは3隻としている。
上構と煙突の間にボートダビッドが設置されており、商船規格の救命ボートが4隻セットされている。このボートは接岸施設のない離島などの上陸用にも使用される。上構の前と後ろにそれぞれ1基のデリックを備え、前部甲板と後部甲板の貨物の楊重に利用される。
なお人民解放軍海軍において非戦闘用の支援用艦船は、「艦」または「艇」と呼ばずに「船」と呼ぶ規則となっているとアメリカ海軍諜報室の中国海軍に関する2007年の報告書は伝えている。

## 主要諸元
- 満載排水量：2,150t [1][2]
- 長さ：86.0m [1][2]
- 幅：13.4[2]-13.5[1]m
- 推進用機関：ディーゼルエンジンX3台  [1][2]
- 合計出力：2.91[1]-2.95[2]MW（3,960[1]-4,015[2]PS）
- 推進器：スクリュープロペラ×3軸  [1][2]
- 速度：16.0[1]-16.2[2]kt（29.0-29.4km/h）
- 武装：14.5mm連装機関銃×4 [1][2]
- 乗員：59名 [1][2]
- 搭載量：歩兵400名または貨物350t [1][2]